# Spialia secessus
The Wolkberg Sandman (Spialia secessus) là một loài bướm ngày thuộc họ Hesperiidae. Nó được tìm thấy ở high Savannah và montane grasslands from Swaziland to miền bắc KwaZulu-Natal, phần phía đông của the Limpopo Province và Mpumalanga. Nó cũng có mặt ở Zimbabwe.
Sải cánh dài 27–31 mm đối với con đực và 30–32 mm đối với con cái. Con trưởng thành bay từ tháng 7 đến tháng 3 with peaks từ tháng 9 đến tháng 11 for the wet season form và in tháng 2 for the dry season form. There are several generations per year.

## Hình ảnh

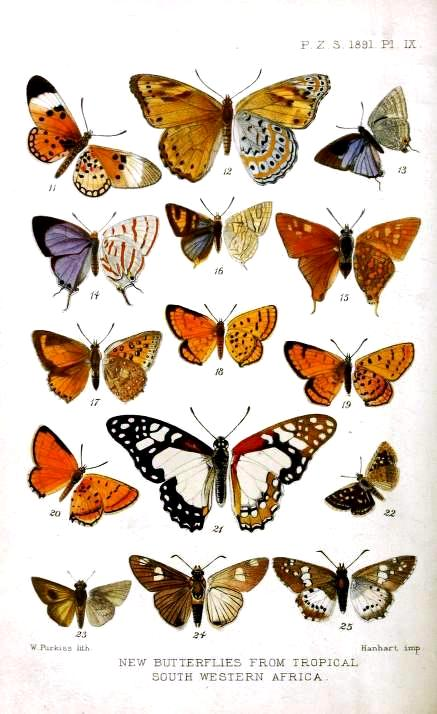